# Manifestation de 1885 (Tunisie)
La manifestation de 1885, aussi appelée affaire des eaux de Tunis, est un évènement qui s'est passé à Tunis en 1885 et qui est considéré comme le premier signe de révolte des Tunisois depuis 1881 et l'instauration du protectorat français.

## Concession des eaux de Tunis
Le 30 janvier 1873, la distribution de l’eau potable à Tunis est concédée par le bey de Tunis, pour une durée de trente ans, à une compagnie fondée par quatre généraux très influents à la cour beylicale : Baccouche, Mohamed, Rustum et Hussein. La compagnie s’engage à entretenir l’aqueduc de Zaghouan qui alimente Tunis et à assurer la distribution de l’eau en ville. Les abreuvoirs et fontaines municipales sont alors alimentés gratuitement, chaque abonné payant 50 piastres par an pour une quantité d’eau de 1 m3 par jour. Cependant, il n’y a pas de compteur particulier aux robinets. Pour prix de ses services, la compagnie reçoit une subvention annuelle de 71 000 piastres et encaisse les abonnements postérieurs à 1873.
En 1884, la compagnie des généraux est mise en demeure d’effectuer les travaux de rénovation rendus nécessaires par l’état du réseau. Plutôt que de se soumettre à leurs obligations, les concessionnaires préférèrent céder leurs droits à une compagnie française. Le 17 septembre, le général Baccouche, en son nom et au nom de ses associés, cède les droits obtenus à la Régie cointéressée des eaux de Tunis, représentée par la maison Durand et Compagnie de Paris.
Cette cession est officialisée dans le Journal officiel tunisien le 14 novembre 1884 (26 mouharram 1302) par un décret émanant de la direction générale des travaux publics. On y apprend que la nouvelle concession est d’une durée de cinquante ans. Tous les branchements sont équipés de compteurs qui permettront de facturer la consommation d’eau à raison de 0,50 piastre le m³. L’abonnement dépend du diamètre du compteur, de huit piastres (15 mm) à trente piastres (35 mm). Toutes les alimentations gratuites sont supprimées. Le nouveau tarif est applicable à partir du 14 avril 1885.

La population tunisoise est mise au courant lorsque les représentants de la nouvelle compagnie se présentent chez eux pour leur faire signer les nouveaux contrats et poser les compteurs. Le calcul est vite fait : au lieu de payer cinquante piastres par an pour bénéficier de 365 m3 d’eau, ils doivent maintenant payer 200 piastres au minimum. Européens comme Tunisiens sont ulcérés par ces nouvelles conditions. Honoré Pontois, alors magistrat à Tunis, témoigne de l'émotion dans la ville : 
« Chaque abonné fut mis en demeure de signer une nouvelle police au tarif du cahier des charges et tous ceux qui refusèrent leur signature, et ce fut la généralité, virent couper leurs conduites d’eau.

Il est difficile de se rendre compte de la perturbation qu’une semblable mesure jetait dans une ville, où les propriétaires avaient consenti des baux comprenant la fourniture de l’eau, et aux intérêts desquels on portait atteinte en triplant le prix de l’eau, les locataires actionnant leurs propriétaires, ceux-ci actionnant la compagnie des eaux…

Quand les émotions violentes de la première heure se furent calmées, les protestations commencèrent. »
Deux membres français du Conseil municipal (Chapelier et De Montès) démissionnent en signe de protestation. Des pétitions et des tracts circulent. Un comité populaire, surtout composé d'Européens, est créé. Une souscription est ouverte et recueille 3 000 francs afin d’engager des procès contre la nouvelle compagnie des eaux et demander l’abrogation de la concession.

## Délégation au bey
Début avril 1885, un cortège de 2 à 3 000 Tunisiens, conduits par des notables et des membres du Conseil municipal en colère, traverse la ville pour se rendre auprès d'Ali III Bey, à La Marsa, et faire remettre leurs doléances. Le bey lève les bras au ciel et, après une scène touchante d’attendrissement sur les misères de son peuple, s’écrie : « Vous venez pleurer dans la maison des larmes ». Pour faire entendre leurs arguments, les manifestants rédigent alors une pétition à l'attention du bey qu'ils remettent au grand vizir, Mohammed Aziz Bouattour : 
« Dans la séance du 14 octobre 1884, le Conseil municipal de Tunis traita, pour la première fois, la question des eaux qui venait de lui être transmise et a déclaré que la ville était propriétaire de la concession des eaux. M. Dubos, vice-président, avait déclaré alors qu’à son avis aussi le canal de Zaghouan était en effet une propriété municipale.

Les conseillers municipaux musulmans ont fait observer que toute discussion était prématurée, attendu que la concession des eaux avait été donnée pour trente années à MM. le général Baccouche et Cie, et que par conséquent il restait dix-huit années à courir pour l’expiration de ce traité. Ils ont ajouté que, dans ces conditions, il leur paraissait étrange que la direction générale des travaux publics songeât à traiter avec une autre compagnie et surtout sur de nouvelles bases ; persistant dans les conclusions déposées ci-dessus, les conseillers municipaux musulmans se sont retirés, déclarant à nouveau que la question des eaux ne devait pas même être discutée.
La population musulmane de Tunis n’entrait pas dans ces détails, mais elle sait que tous les conseillers municipaux qui la représentent se sont vus forcés de donner leur démission et que deux conseillers européens, les honorables M. Chapelier et M. de Montès ont suivi l’exemple des musulmans. La démission des conseillers municipaux musulmans a été la première protestation par laquelle nous avons affirmé nos droits.
S.A. le Bey a rendu son décret :
1. sur le rapport de la direction des travaux publics.
2. sur l’approbation, ou du moins l’avis conforme de la municipalité.

Or, l’approbation de la municipalité n’a jamais existé et il résulte de ce qui précède que S.A. le Bey appuyant et sanctionnant les demandes faites par la direction des travaux publics n’a tenu aucun compte de nos réclamations et de nos droits…
Nous vous exposons tous ces faits vu l’urgence, attendu que la nouvelle compagnie des eaux nous impose des charges nouvelles et l’expropriation absolue de notre propriété des eaux ; vu que cette expropriation nous enlève l’eau nécessaire à notre alimentation et à celle de nos ablutions religieuses, celles des bains nécessaires à l’hygiène publique, etc.

Nous protestons contre qui de droit pour toutes les conséquences qui pourraient dériver de ces faits en demandant à votre Altesse le maintien du statu quo et la cessation immédiate de toutes ces vexations que la population musulmane et européenne est obligée de subir depuis l’installation de la nouvelle compagnie des eaux. »
En désespoir de cause, une nouvelle manifestation, organisée par lesdits représentants et dirigée par le cheikh Mohamed Snoussi, a lieu à la mosquée Sidi Mahrez à Bab Souika.

## Répression
L’effervescence est à son comble à Tunis en ce mois d’avril 1885. On a appris la défaite des armées françaises au Tonkin lors de la retraite de Lang Son. Le gouvernement de Jules Ferry à Paris est tombé. Dans ses rapports, le résident général Paul Cambon tente de mettre sur le dos des opposants au protectorat l’opposition à la nouvelle convention sur la régie des eaux. Les Italiens profiteraient des difficultés de la France au Tonkin pour en créer de nouvelles à Tunis. Quant aux Tunisiens, ils s’inquièteraient de la fiabilité des compteurs et du sans-gêne des employés de la compagnie qui les auraient posés en l’absence des propriétaires.
Le 20 avril, Cambon informe Paris qu’une délégation s’est rendue auprès du bey pour lui apporter une pétition rassemblant tous leurs motifs d’inquiétude : la nouvelle réglementation sur les cimetières, la constatation des décès, la constitution d’un état civil et le recouvrement de taxes arriérées. Il promet de tout faire pour assurer aux musulmans que ces nouvelles règlementations n’ont rien de contraire à l’islam et qu’on arrivera à une entente sur les arriérés de taxes.
Fin avril, la situation semble se calmer. Le comité populaire a rédigé une pétition le 28 avril qu’ils ont fait transmettre au ministère français des Affaires étrangères par le biais de la résidence générale. Mais les Tunisiens ne baissent pas les bras et l’agitation repart de plus belle.
Le 21 mai, Cambon décide de sévir contre ces notables musulmans qui en sont « arrivés à formuler hautement leurs réclamations contre le protectorat ». L’administration des habous, vue comme « un centre d’hostilités », est particulièrement visée et renouvelée presque en entier. Treize fonctionnaires sont révoqués parmi lesquels :
- Mohamed Snoussi, désigné comme étant l’un des deux meneurs du mouvement, est arrêté et interné à Gabès ;
- Hassouna Ben Mustapha, l’autre meneur, est arrêté et interné au Kef malgré ses 80 ans ;
- Ahmed El Ouertan, ancien professeur et khodja auprès de Kheireddine Pacha, est lui aussi interné à Gabès ;
- M'hammed Dallagi, Cheikh El Médina et général de brigade ;
- Mohammed El Djebali, amine des parfumeurs ;
- Othman El Feiasch, amine des selliers et chérif ;
- Hassar Bou Trib, surveillant des écoles du rite malékite ;
- Mustapha Mima, surveillant des écoles du rite hanéfite.

D’après Cambon, « l’effet de cette mesure a été salutaire, elle a mis fin comme par enchantement au trouble qui régnait dans les esprits des indigènes ».
Le Figaro renchérit : « Les membres indigènes du conseil municipal qui, depuis deux mois, n’assistaient plus aux réunions se sont rendus avec empressement aux dernières séances et ont voté avec ardeur les meilleures mesures. Le conseil, à la grande satisfaction de la population a renoncé à réclamer toutes les taxes arriérées qui datent de plus de trois ans ».

## Commission d'enquête
Cela n’empêche pas Cambon de devoir justifier le bien fondé de cette concession. Le 15 juin 1885, il s’en explique dans un courrier adressé au ministre des Affaires étrangères Charles de Freycinet : 
« Enfin, monsieur le Ministre, sur certains points de détail, vous vous demandez si nous n’avons pas été un peu vite et vous faites allusion à la question des eaux et à celle des cimetières. Je suis d’autant plus à l’aise pour m’expliquer là-dessus que je suis de votre avis et que j’ai tout fait pour réduire ces questions autant que possible. Mais vous verrez par là, monsieur le Ministre, comment se traitent les affaires dans ce pays-ci. 

Tout Tunis réclamait une distribution plus abondante d’eau. Nous étions liés par un contrat pour de longues années. Nous fûmes assez heureux pour substituer une compagnie française à la compagnie concessionnaire qui était indigène et pour imposer aux nouveaux concessionnaires des clauses très profitables à l’État et la ville. L’affaire fut discutée dans la presse et pendant huit jours elle fit l’objet de débats publics au Conseil municipal. Enfin tout est accepté et six mois après, au moment où doit fonctionner le nouveau système, s’élève une opposition formidable suscitée par deux ou trois Français qui avaient eu l’intention de prendre l’affaire pour eux.

L’erreur de M. Grand en négociant cette affaire a été de se préoccuper uniquement de l’intérêt public et non des appétits de tel ou tel membre influent de la colonie française. Cette leçon lui servira pour une autre fois. Ajoutez que, dans l’exécution, la nouvelle compagnie a commis quelques maladresses qui ont irrité la population. Aujourd’hui, le silence se fait sur tout cela, les compteurs se posent. Un jugement du tribunal a décidé que les nouveaux abonnements ne devaient courir qu’à partir d’octobre prochain. D’ici là tout sera oublié et chacun recevra et paiera régulièrement son eau. »
Le 20 juin, le journal politique La Lanterne lance le scandale de l’« affaire des eaux ». Partisans du général Boulanger, commandant du corps d’occupation en Tunisie, et adversaires de Paul Cambon, ses journalistes dénoncent les profits promis à la nouvelle compagnie concessionnaire en parlant de « vol à main armée ». Malgré les chiffres complètement fantaisistes qu’ils avancent pour estimer les futurs bénéfices, ils n’ont aucun mal à convaincre les lecteurs que les termes du contrat sont scandaleusement à l’avantage d’une compagnie française « dont le directeur est anglais et le banquier italien ». Pour faire bonne mesure, ils suggèrent que l’on n’a affaire qu’à des prête-noms qui couvriraient des financiers, déjà engagés sur la dette tunisienne, parmi lesquels (« d’après le bruit public ») Charles Ferry, le frère de l’ancien président du Conseil
,,,.
C’en est trop pour le gouvernement français qui doit également répondre à la pétition lancée par le comité populaire à Tunis. Paul Cambon est convoqué à Paris fin juin. Une commission « chargée de faire un rapport sur la situation administrative de la Tunisie » est nommée en novembre mais le gouvernement a déjà tranché : la convention est abrogée et renégociée. La nouvelle mouture paraît dans le Journal officiel tunisien le 16 novembre 1885. Les anciens tarifs sont rétablis jusqu’au 12 octobre 1889. Le prix de l’abonnement est maintenant fixé à cinquante piastres pour 365 m³ par an. Le surplus est payé à raison de 0,50 piastres le m³.

Nommée par arrêté du 23 novembre 1885, la commission rend ses travaux le 24 décembre suivant. Composée de Charles Raymond de Saint-Vallier, ancien ambassadeur, Émile Flourens, président du Conseil d'État et Armand Paul Joseph Martin, président du Conseil général des ponts et chaussées, elle n’a pas jugé bon de se déplacer à Tunis et rend ses conclusions après avoir rencontré un Français de Tunis et lu le rapport rédigé par le secrétaire général du gouvernement tunisien Eugène Regnault. Ses conclusions sont transmises au Président de la République française Jules Grévy par Charles de Freycinet et paraissent au Journal officiel : 
« La commission chargée, par arrêté du 23 novembre, de faire un rapport sur la situation administrative en Tunisie, m’a communiqué le résultat de ses travaux le 24 décembre. Les documents mis par elle sous mes yeux constatent que, nonobstant les conflits survenus dans ces derniers temps entre divers services et dont le gouvernement préviendra le retour, la direction générale imprimée à notre protectorat a été entièrement satisfaisante. La commission fait, à cette occasion, ressortir les hautes qualités déployées dans cette œuvre délicate par le résident général. J’ai, en conséquence, l’honneur de vous proposer de conférer la croix de commandeur de la Légion d’honneur à M. Cambon. »

## Héritage
La concession n'est pas remise en cause et la compagnie concessionnaire est aussi chargée de la distribution du gaz de ville. Elle prendra alors le nom de Compagnie du gaz et régie cointéressée des eaux de Tunis jusqu’à l’indépendance.
L'exil de Mohamed Snoussi ne dure pas : il finit par rentrer dans les rangs et devenir l'homme de transition. Sa nomination au tribunal mixte immobilier s'accompagne de la publication, en 1887, d'un ouvrage de droit foncier, une sorte de plaidoyer sur la conformité de la loi foncière aux principes du droit musulman.
L’affaire des eaux de Tunis sert d’argument à Cambon pour défendre le protectorat face à tous ses adversaires qui réclament l’annexion de la Tunisie à l’Algérie. Il peut faire valoir que la situation avait pu rester gérable car le bey avait pu servir d’interlocuteur aux mécontents malgré son absence de pouvoir. De plus, lorsqu’il avait fallu sévir, les sanctions sont venus du palais beylical et non de la résidence générale, même si personne n’était dupe.
Cette agitation a surtout permis au gouvernement français de montrer les limites à ne pas dépasser. Les revendications sont admises mais il est maintenant clair que « tout fonctionnaire qui n’acceptera pas loyalement le protectorat français sera destitué ».
Les Tunisiens ont également compris que les Français n’ont pas l’intention de repartir et que recouvrer l’indépendance sera une lutte de longue haleine. Le fils de Hassouna Ben Mustapha, Khairallah, le comprendra : vingt ans plus tard, il est l’un des membres les plus actifs du mouvement des Jeunes Tunisiens.
Charles-André Julien et Habib Bourguiba voient dans ce mouvement, grâce à des raccourcis très osés, la première manifestation contre l’instauration du protectorat et les injustices qui vont avec,. Peut-être peut-on voir dans la réécriture de la concession la première victoire de la mobilisation populaire.